# RYNSHU
山地正倫周（やまじりんしゅう、1951年12月17日 - ）は、日本のファッションデザイナー。香川県高松市出身。多摩美術大学グラフィック科卒業。

## 概要
RYNSHU（リンシュウ）の名でプレタポルテ（高級既製服）ブランドを展開している。
MAJI STYLED BY RYNSHU、MA-JI MASATOMO、MAJI MAJI、MAJI君等のライセンスブランドのクリエイティブを展開している。

## 年譜
1985年、有限会社MA-JI CREATION設立。
1986年、MAJI MASATOMO、MASATOMO　　　　　　　　　　　　　　 
1992年、株式会社MASATOMO設立。
2010年、RYNSHU
2017年、株式会社RYNSHU設立。

## 来歴
高松市生まれ。山地正倫（やまじまさとも）。
父親のは運命家として有名な人物であった、双子として末っ子で育つ。
高松工芸高校デザイン科、多摩美術大学グラフィック科を卒業。その後鐘紡株式会社（カネボウ）に入社。パッケージデザイナーとして働く。在職中に第7回鐘紡日本大賞コンクールに初めて応募したことで銀賞受賞し、カネボウファッション研究所に移りテキスタイルデザインの開発を担当した。
その後アパレルに移り、株式会社ダーバン（レナウンのファッションブランド、2020年にオッジ・インターナショナル（小泉）に譲渡）でINTERMEZZOブランドのチーフデザイナー、5年連続ベストセラー賞受賞後、独立。
1985年 デザインスタジオ（有）マージクリエーション設立。
1986年「MA-JI MASATOMO」東京コレクションデビュー。
映画『あぶない刑事』の柴田恭兵の衣装がMA-JI MASATOMOで話題となる。その後 MASATOMO / RYNSHUと「あぶない刑事シリーズ」柴田恭兵の衣装及びサングラスは全て担当する。
1991年、フランス『ヴォーグ オム インターナショナル』誌 編集長ジャックリーヌ・デェジョアンニが是非パリで発表して欲しいと来日した事がきっかけでブランド名を「MASATOMO」に変更する。
1992年、「MASATOMO」パリ・コレクションデビュー。（株）MASATOMO設立。南青山に直営店オープン。
1995年、MASATOMO直営店をパリ・ヴォージュにオープン。
1999年、ニューヨーク・シティ・バレエ団、ガラパーティーにコンディトコトオーナー夫人 
キャロランニューハウスからダンサー全員にMASATOMOを着せたいと手紙が来て衣装を担当した。
2008年　映画制作会社（株）MASATOMO　DREAMD設立。取締役相談役に中沢敏明（セディックインターナショナル）と共同出資。
映画『山形スクリーム』の衣装担当する。『9 3/4 ナインスリークォーター』では監督・脚本・ 衣装全てを担当した。
2010年　MASATOMOを「RYNSHU」にブランド名を改称してパリコレクションで発表。日本では古来から自分を高める文化として名称を改める。
MAJIからMASATOMO 正倫は倫周と改めた。
2012年、パリコレクション発表20周年を記念してRYNSHU原作による世界で初めてのヴィジュアルアート小説『BLACK LEGEND』をフランスより。
出版する。後にアメリカ サンスコープ社と契約（2019年ハリウッドでの映画化についてはリンシュウ&ロンコベール2名の協同脚本とする事になる。
2016年、RYNSHU直営店をパリ サントノーレに移転。
2017年、（株）RYNSHU設立。戸籍名を山地正倫周（やまじりんしゅう）と改めた。
2020年、パリコレクション28年、RYNSHU10周年の記念にパートナーRieco YAMAJIと共にブランド初の香水“1217”をパリコレクションで発表。